# France Université Numérique
France université numérique és una plataforma educativa centrada en la formació tecnològica, fundada pel Ministère de l'Éducation nationale. Aquest entorn ofereix cursos en línia i forma part de París. France université numérique treballa amb universitats i altres organitzacions per oferir cursos, especialitzacions i titulacions en línia sobre temes com enginyeria, humanitats, medicina, biologia, ciències socials, matemàtiques, negocis, informàtica, màrqueting digital, ciències de la informació i moltrs altres.

## Productes i serveis

### Cursos
Els cursos de France université numérique duren aproximadament de quatre a deu setmanes, amb una o dues hores de conferències de vídeo per setmana. Aquests cursos proporcionen proves, exercicis setmanals, avaluacions entre iguals i, de vegades, un projecte o un examen final.